# Sh2-302
Sh2-302 (conosciuta anche come Gum 6) è una nebulosa a emissione visibile nella costellazione della Poppa.
Si trova nella parte nordoccidentale della costellazione, esattamente 11° a est di Sirio, la stella più brillante del cielo notturno; può essere osservata e fotografata con strumenti amatoriali di potenza elevata, con l'aiuto di appositi filtri. Il periodo più propizio per la sua osservazione nel cielo serale è compreso fra i mesi di dicembre e aprile e la sua declinazione meridionale fa sì che sia osservabile con più facilità dalle regioni australi.
Si tratta di una regione H II estesa per circa 11 parsec (quasi 36 anni luce); è attraversata da una banda oscura sul lato sudorientale e fa parte di un complesso nebuloso molecolare situato sul bordo più esterno del Braccio di Orione, o in una struttura posta fra questo ed il più esterno Braccio di Perseo, alla distanza di circa 1800 parsec (circa 5900 anni luce), in direzione della vasta superbolla nota come GS234-02, di cui però non farebbe parte essendo quest'ultima oltre due volte più lontana. Questa nube contiene al suo interno un getto bipolare molecolare coincidente con la sorgente infrarossa IRAS 07299-1651, generata probabilmente da una protostella molto massiccia originatasi dall'impatto fra la regione ionizzata e la nube molecolare circostante; altri fenomeni di formazione stellare sono testimoniati dalla presenza di un piccolo ammasso aperto delle dimensioni di appena 0,1 parsec, formato da una ventina di stelle e situato a breve distanza dalla sorgente IRAS. Sul bordo orientale della nebulosa, una piccola parte delle polveri viene illuminata da una stella di decima magnitudine, formando la nebulosa a riflessione catalogata come vdB 97.